# 자와표범
자와표범은 자와섬에 서식하는 표범으로 자바호랑이가 멸종된 자와섬에서 최강의 포식자이다.

## 같이 보기
- 표범
- 잔지바르표범